# 미즈타니촌
미즈타니촌(水谷村)은 사이타마현 이루마군·기타아다치군에 존재했던 촌이다.

## 지리
- 현재의 후지미시에 해당한다.
- 사이타마현 기타아다치 지역의 아라카와 강 우안 쪽 무사시노다이 지상 및 야나기세 강변의 충적평야에 위치한다.
- 2006년 현재 후지미시 남부에 해당한다.

## 역사
- 1889년 4월 1일 - 정촌제 시행에 수반해, 이루마군 미즈타니촌이 성립하였다.
- 1944년 2월 11일 - 전시정촌합병편제법에 의해 기타아다치군 시키정, 우치마기촌, 이루마군 무네오카촌과 합병해, 기타아다치군 시키정이 되었다.
- 1948년 4월 1일 - 시키정이 해체되어, 시키정, 우치마기촌, 무네오카촌에 분리되어, 기타아다치군 미즈타니촌이 성립하였다.
- 1956년 9월 30일 - 이루마군 쓰루세촌, 난바타촌과 합병해, 이루마군 후지미촌이 되어 소멸하였다.
- 1964년 4월 1일 - 후지미촌이 정으로 승격해 후지미정이 되었다.
- 1972년 4월 10일 - 후지미정이 시로 승격해 후지미시가 되었다.

## 참고문헌
- 「角川日本地名大辞典」編纂委員会『角川日本地名大辞典 11 埼玉県』角川書店、1980年7月8日。ISBN 4040011104。